# Tinsley Randolph Harrison

Tinsley Randolph Harrison (Talladega, 18 marzo 1900 – Birmingham, 4 agosto 1978) è stato un medico statunitense, noto per il suo contributo nel campo della medicina interna e per il suo ruolo di educatore nel settore medico. Harrison è meglio conosciuto come l'editore fondatore del Harrison's Principles of Internal Medicine, che è considerato uno dei libri più influenti nella medicina moderna.

## Biografia
Harrison completò la sua formazione medica presso l'Università Johns Hopkins, dove si laureò nel 1922. Successivamente, lavorò in diversi ospedali e università negli Stati Uniti, accumulando esperienza e riconoscimenti nel campo della medicina interna. Il suo interesse principale era la cardiologia e i suoi studi contribuirono significativamente alla comprensione delle malattie cardiache.
Il suo maggiore contributo alla medicina fu la creazione del Harrison's Principles of Internal Medicine nel 1950. Questo testo divenne una risorsa indispensabile per gli studenti di medicina e i medici praticanti, fornendo un compendio completo di patologia, diagnosi e trattamento delle malattie interne. Harrison curò le prime cinque edizioni del libro e il suo lavoro influenzò generazioni di medici. Oltre al suo famoso libro di testo, Harrison fu un innovatore nell'insegnamento della medicina. Promosse un approccio globale al paziente, insistendo sull'importanza di comprendere i meccanismi fisiopatologici delle malattie oltre che i sintomi clinici. La sua filosofia educativa sottolineava l'importanza della continua curiosità scientifica e del rigore accademico.
Durante la sua carriera, Harrison ricevette numerosi riconoscimenti e premi per il suo contributo alla medicina. Fu membro di molte società mediche prestigiose e ricevette lauree honoris causa da diverse università.
Tinsley R. Harrison morì il 4 agosto 1978.

## Opere (parziale)
- Harrison's Principles of Internal Medicine (prima edizione, 1950)